# Кат Ши (Final Fantasy)
Кат Ши (яп. ケット・シー Кэтто Си, англ. Cait Sith) — персонаж компьютерной ролевой игры Final Fantasy VII (1997) и связанных с ней проектов медиафраншизы «Компиляция Final Fantasy VII», разработанных компанией Square (в настоящее время Square Enix). Был назван в честь одноимённого персонажа кельтской мифологии.
Кат Ши является роботизированным котом-предсказателем, передвигающимся на спине неназванного робота-мугла. Его контролирует глава Отдела городского развития энергетической мегакорпорации «Син-Ра» Рив Туэ́сти (яп. リーブ・トゥエスティ Рибу Туэсути, англ. Reeve Tuesti), который изначально намеревался внедриться в группу Клауда Страйфа с целью разрушить её изнутри. Впоследствии Рив изменил своё мнение о членах партии и встал на их сторону в противостоянии с антагонистом Сефиротом.
На японском языке персонажа озвучил Хидэо Исикава, а на английском — Грег Эллис и Пол Тинто. Рива озвучили: Бандзё Гинга на японском языке, а Джеймисон Прайс и Джон Рут — на английском. Игровые журналисты и фанаты оценили Ката Ши неоднозначно.

## Замысел и создание
Кат Ши был придуман дизайнером персонажей FFVII Тэцуей Номурой, который ещё на ранней стадии разработки игры намеревался объединить двух персонажей в одного. Он представляет собой небольшого антропоморфного кота, внешне напоминающего литературного персонажа Кота в сапогах с короной. С помощью мегафона Кат Ши управляет своим персональным средством передвижения, причём степень его контроля зависит от качества мегафона. Какое-то время Номура не мог определиться со «второй половиной» персонажа: дизайнер выбирал между толстым муглом и толстым чокобо — двумя повторяющимися элементами серии Final Fantasy, однако, в конечном итоге, остановился на первом варианте. В своей дебютной игре Кат Ши сидит на голове толстого мугла, который передвигается вприпрыжку. В интервью японскому журналу Weekly Young Jump Номура заявил, что желал создать уникальных героев для FFVII, так как это был его первый проект в должности ведущего дизайнера персонажей. В то же время он отметил, что персонажи партии получились «странными».
По изначальной задумке создателей FFVII, Кат Ши должен был говорить на кансайском диалекте японского языка, поэтому они наняли специалиста в этой области, который помогал им составить диалоги персонажа. Разработчики хотели придать фразам героя юмористический оттенок даже в самых серьёзных сценах. Тем не менее, ознакомившиеся с игрой пользователи отметили, что фразы роботизированного кота не соответствовали выбранному представителями Square диалекту, поэтому последние назвали его «диалектом Ката Ши». Начиная с фильма «Последняя фантазия VII: Дети пришествия» (2006) персонаж говорит с шотландским акцентом в английской локализации.
Согласно первоначальному замыслу разработчиков, Кат Ши должен был захватывать монстров и сражаться с помощью кнута и бросания игральных карт. В финальной версии FFVII он обзавёлся специальной атакой под названием «Прорыв предела», которую игроки могли использовать после получения или нанесения большого количества урона в ходе сражений: в этот момент на экране появлялась слот-машина с большим количеством случайных комбинаций, сопровождаемых различными эффектами. Постановщик боевых сцен второй части трилогии ремейка Final Fantasy VII с подзаголовком Rebirth Тэруки Эндо решил сделать игровой процесс за Ката Ши «необычным», под стать самому персонажу, и корректировал его вплоть до финальной стадии разработки, так как не хотел переборщить со «странностями». В Rebirth толстый мугл не только является боевым партнёром кота, но и помогает ему взламывать компьютеры. В этой части игрок может найти семь различных мегафонов.

### Дизайн
Для разработчиков игр серии Final Fantasy седьмая часть стала первым проектом, при разработке которого они отталкивались от иллюстраций Номуры, сменившего в должности ведущего дизайнера персонажей Ёситаку Амано. Рост Ката Ши составляет 100 см, а сам персонаж напоминает обычного чёрно-белого кота с постоянно прищуренными глазами. Он носит красный плащ, на задних лапах — коричневые ботинки, белые перчатки на передних лапах и корону на голове. Как правило Кат Ши передвигается на большом толстом мугле; его рост официально неизвестен, однако он значительно выше и шире своего наездника. Толстый мугл представляет собой большое, белое, двуногое и пушистое существо с широким ртом, из которого выпирает пара клыков. За спиной мугла расположены крылья летучей мыши. В FFVII Рив Туэсти изображается как высокий мужчина (180 см) средних лет с длинными, зачёсанными назад чёрными волосами и аккуратно подстриженной бородой. В должности главы Отдела городского развития Туэсти носил синий костюм с красным галстуком.
Художник Final Fantasy VII Remake Масааки Казено стремился изобразить Ката Ши милым в первой части трилогии ремейка. Он показал дизайн персонажа на встрече разработчиков, и, с удивлением обнаружил, что роботизированный кот не будет игровым персонажем до выхода сиквела. Там его рост был уменьшен до 80 см. На внутриигровые модели Ката Ши и мугла была добавлена структура трёхмерной шерсти, которая увеличила количество полигонов до 230 000 от изначальных 900. Образ Туэсти был переработан художником Роберто Феррари, который хотел показать его «утончённым» мужчиной.

## Появления

### Final Fantasy VII
Кат Ши — роботизированный говорящий кот, который передвигается верхом на роботе-мугле. Члены группы Клауда Страйфа впервые встречают его в парке развлечений «Золотое блюдце». После нескольких неудачных предсказаний, он вынуждает своих собеседников позволить ему присоединиться к их погоне за Сефиротом и становится частью игровой партии. В дальнейшем раскрывается истинная личность кота: его владельцем оказывается глава Отдела городского развития энергетической мегакорпорации «Син-Ра» Рив Туэсти, который докладывал своему руководству о местоположении и действиях партии. Когда Клауд и его боевые товарищи узнают о присутствии в их группе шпиона, Кат Ши отводит от себя подозрения, обвинив членов партии в том, что те подозревают новичка. По возвращении в «Золотое блюдце» Кат Ши крадёт ключ-камень к Храму древних, где хранится могущественный артефакт чёрная материя, и передаёт его лидеру элитных оперативников «Син-Ра» Цзэну. Несмотря на своё предательство, кот встаёт на сторону членов партии и вновь вынуждает их взять его с собой: для этого он берёт в заложники приёмную дочь Баррета Уоллеса Марлин. В попытках доказать Клауду и остальным искренность своих намерений Туэсти жертвует телом Ката Ши, чтобы добыть чёрную материю, необходимую Сефироту для сотворения заклинания «Метеор». После этого он активирует вторую версию роботизированного кота и вновь становится членом партии. По мере развития сюжета кот даёт несколько неудачных предсказаний, однако одно из них оказывается верным: он заявляет Клауду, что тот получит желаемое, но также потеряет что-то дорогое. Предсказание сбывается в Храме древних, когда Сефирот убивает Айрис Гейнсборо. В конечном итоге Кат Ши и его союзники успешно побеждают их заклятого врага и его названную мать Дженову.

### КомпиляцияFinal Fantasy VII

Концепт-арт Рива Туэсти и Ката Ши для игры Dirge of Cerberus: Final Fantasy VII. Художник — Тэцуя Номура

В мобильной игре Before Crisis 2004 года, приквеле к FFVII, Рив проектирует мако-реакторы — устройства, которые перерабатывают жизненную энергию «Планеты» в мако-энергию. В какой-то момент он помогает Туркам найти материю поддержки с помощью прототипа Ката Ши. Кат Ши ненадолго появляется в анимационном фильме «Последняя фантазия VII: Дети пришествия», события которого разворачиваются спустя два года после окончания FFVII. Он помогает своим боевым товарищам остановить призванное существо Багамута Син; в этом фильме персонаж передвигается верхом на Рэде XIII вместо толстого мугла. Рив появляется в новелле из серии «На пути к улыбке» под названием «Дело Дензела», действие которой происходит между Final Fantasy VII и «Детьми пришествия». По сюжету, он приходит на встречу с сиротой по имени Дензел. Тот выражает желание присоединиться к «Организации по восстановлению мира» (ОВМ), основанной Туэсти для помощи Планете после инцидента с «Метеором». Из рассказа Дензела Туэсти узнаёт, что в какой-то момент мальчика приютила его мать Руви, которая впоследствии скончалась от болезни геостигмы. В конечном итоге Рив отказывает Дензелу в просьбе, так как не хочет подвергать опасности ребёнка. Перед уходом он благодарит юношу за заботу о своей матери. Хидэо Исикава озвучил Ката Ши на японском языке, а Грег Эллис — на английском. Рива озвучили Бандзё Гинга и Джеймисон Прайс.
По сюжету шутера от третьего лица Dirge of Cerberus, сюжет которого начинается спустя год после окончания «Детей пришествия», стоящий во главе ОВМ Рив объединяет усилия со своим боевым товарищем Винсентом Валентайном в противостоянии с таинственной организацией Дипграунд. Её члены намереваются пробудить могущественное существо ОРУЖИЕ Омегу и уничтожить с его помощью всю жизнь на Планете. Кат Ши является временным игровым персонажем на одном из уровней: в нём игрок должен скрытно обойти солдат Дипграунда, так как кот обладает ограниченным количеством очков здоровья, а его атаки наносят небольшой урон. В какой-то момент Кат Ши произносит фразу: «Номер пять жив!», принадлежавшую главному герою картины «Короткое замыкание» 1986 года; из этой фразы можно сделать вывод, что предыдущие версии кота были уничтожены. В мидквеле игры с подзаголовком Lost Episode Рив с помощью Ката Ши помогает потерпевшему крушение Винсенту добраться до поместья «Син-Ра» в поселении Нибельхейм. В ролевом экшене Crisis Core и его обновлённой версии с подзаголовком Reunion Кат Ши является одним из призывом протагониста Зака Фэйра. Кат Ши и его альтер эго появляются в мобильной игре Final Fantasy VII: Ever Crisis.
В Remake Рив изображается как единственный из директоров «Син-Ра», который заботится о благополучии мегаполиса Мидгара. Кат Ши появляется в игре в качестве камео в эпизоде падения плиты на трущобы Сектора 7. Во второй части трилогии ремейка с подзаголовком Rebirth Кат Ши является одним из игровых персонажей. Пол Тинто озвучил Ката Ши на английском языке, а Исикава вновь стал сэйю персонажа. Рива озвучили Бандзё Гинга и Джон Рут.

### Другие появления
В 2018 году под брендом Square Enix в продажу поступила фигурка Ката Ши, которая шла в комплекте с Сидом Хайвиндом; за основу были взяты их образы из «Детей пришествия». После выхода Remake с Катом Ши выпускались различные товары, в том числе маска для сна, плюшевые и мягкие игрушки. В 2025 году Square Enix выпустит фигурки Ката Ши и толстого мугла, основанные на их образах из Final Fantasy VII.

## Реакция
По словам Си Джея Андриссена из Destructoid, изначально он считал, что Кат Ши станет одним из его любимых персонажей FFVII, так как рецензенту понравились его дизайн и оружие. Тем не менее, симпатия Андриссена сменилась презрением после того, как роботизированный кот предал своих товарищей по игровой партии. Критик не изменил своего мнения о Кате Ши вплоть до окончания игры, даже несмотря на самопожертвование персонажа в ходе сюжета. Большой поклонник FFVII Скотт Бэрд из Gamepur не только разделил мнение относительно предательства, но также раскритиковал дизайн Ката Ши. По мнению Бэрда, роботизированный кот казался неуместным даже на фоне других необычных членов партии вроде Рэда XIII и производил впечатление «кастомизированного персонажа» в каждой сцене с его участием. Также он выразил мнение, что Кат Ши не так интересен, как другие персонажи Final Fantasy VII и раскритиковал решение авторов последующих игр дать ему шотландский акцент. С другой стороны, Бэрд не стал называть Ката Ши худшим персонажем «Компиляции», так как тот редко фигурировал в играх медиафраншизы, в отличие от других не менее нелюбимых героев.
В своей статье для Destructoid Джеймс Стефани Стерлинг напротив встала на защиту героя, назвав его арку персонажа наиболее «резонансной». Также она заявила, что Рив олицетворяет большинство современных людей и является хорошим примером «обычного сараримана, который пытается помогать другим людям, несмотря на то, что его компания постоянно приносит вред». Стерлинг подчеркнула: хотя Кат Ши был марионеткой Рива, сам Рив оставался марионеткой в руках руководства «Син-Ра» до тех пор, пока не выступил против начальства и, тем самым, искупил свою вину. Она привела Ката Ши в качестве примера исправившегося злодея, и отметила, что на протяжении большей части сюжета он был вынужден поступать неправильно, однако затем незамедлительно предпринимал попытку загладить свою вину.
По словам Стерлинг, её удивила критика в адрес Ката Ши, так как она не считала его «раздражающим» или «пытающимся быть „крутым“ маскотом». Рецензент сочла персонажа верным духу предыдущих проектов серии Final Fantasy: он обладал «запоминающимся, уникальным и комичным дизайном», который контрастировал с более «мрачной внешностью других членов команды»; на фоне них Кат Ши, «по крайней мере, выглядел забавным». Это мнение разделял Захари Грейф из Game Rant, который назвал Ката Ши «костяком партии», особенно в Rebirth. Грейф отметил, что хотя игроки скорее всего знали о его скором предательстве из оригинальной игры, разработчики приложили усилия, чтобы подчеркнуть его обаяние. По мнению рецензента, персонаж «вызывал улыбки на лице и подбадривал команду», нередко присматривал за своими боевыми товарищами и помогал им по мере необходимости, что впоследствии было подчёркнуто самопожертвованием одного из его тел, призванным обеспечить побег со-партийцев из Храма древних.
В своей книге Reverse Design: Final Fantasy VII Патрик Холлеман оценил роль Ката Ши как жизнерадостного персонажа, который контрастирует с остальными более серьёзными членами партии, чего, по его мнению, разработчики добивались осознанно. Он не стал разграничивать образы Рива и Ката Ши: хотя манера речи Туэсти отличается от стиля общения Ката Ши, помогая партии, глава Отдела городского развития всё же имел корыстный интерес. Также рецензент подчеркнул постепенное уменьшение роли Рива в «Син-Ра» по мере развития сюжета, вплоть до его полного исчезновения, и заявил, что, хотя мотивация Рива не была продиктована прошлым, как в случае с остальными персонажами, он развивал её в процессе истории.
На протяжении 27 лет с момента выхода Final Fantasy VII фанаты игры спорили о том, как правильно произносить имя персонажа. В октябре 2023 года представители Square Enix заявили, что англоязычный вариант написания «Cait Sith» произносится как «Kate Sihth» вместо «’ket shee», однако призвали игроков использовать наиболее привычный для них вариант. С другой стороны, в интервью The Game Informer Show руководитель разработки Rebirth использовал вариант «Cat Shee», что привело к новой волне споров между фанатами.